# Democracia budista
Se conoce como democracia budista al concepto de que la religión budista y la democracia son compatibles y consubstanciales. El maestro zen y profesor Kurt Kankan Spellmeyer argumenta que el budismo es una cultura democrática desde sus orígenes: "Los vínculos entre el dharma y la democracia han intrigado a los académicos durante generaciones. Tribus como la del Buda se podían encontrar en todas partes en el siglo VI a. C., pero las Shakyas se destacan porque su forma de gobierno se asemeja notablemente a la de la antigua Atenas. Según fuentes budistas, la república Sakya estaba gobernada desde su capital, Kapilavasthu, por una asamblea (la parishad) de quinientos ciudadanos. Aunque no es tan grande como la asamblea ateniense (con su quórum de seis mil para decisiones importantes), la legislatura de Shakyan necesitaba un oficial para administrar los procedimientos y por eso eligió un raja, algo así como nuestro Presidente de la Cámara."
Egon Flaig concuerda en que el budismo temprano surgió como derivación de las repúblicas de la antigua India gobernadas por consejos de ancianos o sabhas. Mientras que el monje Ajahn Brahm asegura que la democracia más antigua del mundo es la Sangha budista, arguyendo que Buda abolió el sistema de castas de la India y que la integración de miembros de la Sangha sin importar etnia o clase social en igualdad de condiciones fue pionera para la época, donde también se distribuían los recursos en igualdad y se tomaban decisiones colectiva y democráticamente.
Para Brahm, el budismo y la democracia no solo son compatibles sino que se unifican en la creencia en la igualdad y potencial de los individuos, y que la expansión del budismo en Asia colaboró con la expansión de la democracia. El historiador alemán Markus Rüttermann asegura que en los monasterios japoneses se acostumbraba tomar decisiones democráticamente.  El reformador indio B.R. Ambedkar, quien se convirtió al budismo desde el hinduismo, incluyó como una de las razones para su conversión las ideas democráticas del budismo.
El budista tibetano David Kaczynski asegura que el budismo y la democracia se necesitan mutuamente: 

El ideal de la democracia en Occidente, con su énfasis en el proceso, la inclusión y la dignidad humana, está imbuido de muchas de las cualidades y percepciones del dharma ... ¿Puede haber una política verdaderamente democrática sin dharma en sentido amplio? ¿Hay algo más necesario en la vida pública que el dharma?

James Kierstead de la Universidad Victoria en Wellington asegura que la tradición demócrata-budista haría a los budistas sentirse orgullosos:

En realidad, si lo pienso en absoluto, siento que los primeros budistas, que claramente se preocupaban por los modos de organización democráticos, aprobarían la forma en que hacemos las cosas. Siento que estamos llevando a cabo su tradición de igualdad espiritual, y eso me da mucha satisfacción.